# Hérodiade

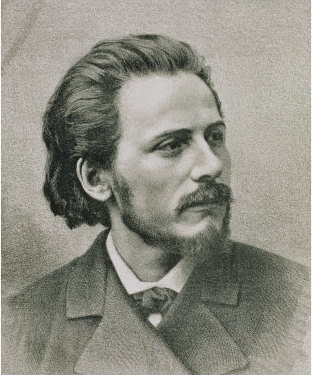
Jules Massenet

Hérodiade är en opera i fyra akter med musik av Jules Massenet och text av Paul Milliet, Georges Hartmann och Angelo Zanardini efter romanen Hérodias av Gustave Flaubert. Operan hade urpremiär den 19 december 1881 på Théâtre Royal de la Monnaie i Bryssel.

## Historia
Massenets Hérodiade var den första musikaliska versionen av berättelsen om Salome och skiljer sig avsevärd både från den bibliska berättelsen och från Richard Strauss opera Salome, med vilken den har ämnet gemensamt. Librettisten Milliet ändrade i grundberättelsen så att Johannes döparen och Salome blir förälskade i varandra. När operachefen i Paris såg partituret till den färdiga operan ansåg han det vara oanständigt och vägrade att ta upp operan på repertoaren, liksom han hade gjort med Camille Saint-Saëns "omoraliska" behandling av historien om Simson i Simson och Delila. När operan senare hade premiär i Bryssel blev det en stor succé och förblev en av Massenets mest populära verk även efter den kolossala framgången med både Manon och Werther.
Massenets musik ställer Herodes och Herodias ondska mot Johannes och Salomes ädla godhet. De unga älskande framställs som en typisk romantisk duo bestående av en tenor och en sopran. Men i deras långa och djärva bågformade sånglinjer anas ett avståndstagande från den traditionella "nummeroperan" i Charles Gounods anda.

## Personer
- Salomé / Salome (sopran)
- Hérodiade / Herodias (mezzosopran)
- Jean / Johannes döparen (tenor)
- Hérode / Herodes (baryton)
- Phanuel, astrolog (basstämma)
- Vitellius, romersk prokonsul (baryton)
- En överstepräst (baryton)
- En röst (tenor)
- En ung babylonier (sopran)
- La Sulamite
- Köpmän, slavar, israeliter, romerska soldater (kör)

## Handling

### Akt I
Hérodes styvdotter Salomé bekänner för astrologen Phanuel att hon har förälskat sig i Jean (Johannes döparen), som har predikat Messias återkomst över hela landet. Han har också fördömt Hérodes äktenskap med Hérodiade (Herodias), hustrun till Hérodes bror. Detta har väckt Hérodiades avsky inför profeten.

### Akt II
Hérode bli alltmer betagen av Salomés skönhet, och Hérodiade blir alltmer svartsjuk. Obekant för Hérodiade så är Salomé hennes sedan länge förlorade dotter.

### Akt III
Hérode försöker att förföra Salomé. Hon gör motstånd och vilket får Hérode att ge order om att hon ska halshuggas tillsammans med Jean, vars avrättning redan har beslutats av Hérodiade.

### Akt IV
Medan de inväntat döden hoppas Salomé och Jean att deras kärlek ska finna tröst i himlen. Salomé sjunger om sitt hat mot Hérodiade som är ansvarig för Jean förestående avrättning. När det uppdagas att Hérodiade är hennes mot begår Salomé självmord.